# Music Master Chopin
Music Master: Chopin – komputerowa gra muzyczna wydana w 2010 roku przez Bloober Team i CD Projekt we współpracy z Ministerstwem Kultury i Dziedzictwa Narodowego. Gra swoją stylistyką oraz mechanizmem przypomina serię Guitar Hero; zadaniem gracza jest samodzielne wykonanie największych dzieł Fryderyka Chopina w różnorakich aranżacjach i poziomach.
Projekt składa się z trzech części: Classic, Rock oraz Pop. Music Master: Chopin – Classic stanowi zbiór tradycyjnych kompozycji Fryderyka Chopina wykonanych przez pianistów takich jak Martha Argerich, Li Yundi, Władimir Aszkenazi, Rafał Blechacz oraz Makoto Ozone. Edycja klasyczna pozwala zagrać dzieła Chopina jedynie przy pomocy komputerowej klawiatury lub jednego z wielu kontrolerów obsługujących gry rytmiczne. Dodatkowo możliwa jest także zabawa przy pomocy keyboardów MIDI. Music Master: Chopin – Rock jest zbiorem gitarowych oraz rockowych aranżacji dzieł Chopina, za które odpowiadają tacy artyści jak Radek Chwieralski, zespół Proletaryat czy Bumblefoot – Guns'N'Roses. Gra obsługuje komputerową klawiaturę oraz gitary używane w grach rytmicznych. Music Master: Chopin – Pop to aranżacje dzieł kompozytora w klimacie muzyki pop, wykonane między innymi przez Edytę Górniak, Ewę Farną, Iwonę Węgrowską, Ewelinę Flintę oraz Matta Duska.
Pomimo wsparcia ze strony ministerstwa Music Master: Chopin został przez graczy oceniony jako niewypał. Krytyce podlegały chronicznie wysoki poziom trudności oraz nieudolne dostosowanie muzyki Chopina do rozgrywki rodem z Guitar Hero.

## Lista utworów

### Część classic
- Władimir Aszkenazi Chopin: No. 12 in C minor "Revolutionary" 12 Etudes, Op.10
- Yundi Li Chopin: Nocturne No.2 in E flat, Op.9 No.2
- Rafal Blechacz Chopin: 17. in A flat major 24 Préludes, Op.28
- Rafal Blechacz Chopin: 15. in D flat major ("Raindrop") 24 Préludes, Op.28
- Rafal Blechacz Chopin: 4. in E minor 24 Préludes, Op.28
- Rafal Blechacz Chopin: 6. in B minor 24 Préludes, Op.28
- Rafal Blechacz Chopin: 7. in A major 24 Préludes, Op.28
- Rafal Blechacz Chopin: 20. in C minor 24 Préludes, Op.28
- Rafal Blechacz Chopin: Prélude op. 45
- Rafal Blechacz Chopin: 1. Nocturne in B (Andante) Deux Nocturnes, Op.62
- Rafal Blechacz Chopin: 2. Nocturne in E (Lento) Deux Nocturnes, Op.62
- Martha Argerich Chopin: Maestoso Polonaise No.6 in A flat, Op.53 -"Heroic"
- Makoto Ozone Polonaise No.3 Op.40-1 'Militaire' Road To Chopin

### Część rockowa
- Music Master Chopin band Polonez A-dur op.40 nr1
- Music Master Chopin band Walc Des-dur op.64 nr1 – Minutowy
- Music Master Chopin band Fantazje Impromptu cis-moll op.66
- Music Master Chopin band Polonez As-dur op.53 Heroiczny
- Music Master Chopin band Etiuda c-moll op.10 nr12 – Rewolucyjna
- Music Master Chopin band Walc Es-dur op.18 nr1 - Grande Valse Brillante
- Music Master Chopin band Nokturn Es-dur op.9 nr2
- Music Master Chopin band Fantasy on Etude E-major Op.10 no3
- Ron "Bumblefoot" Thal (Guns N’ Roses) Walc cis-moll
- Proletaryat "Time to Rise" - utwór inspirowany Preludium c-moll op.28 nr20
- Grzegorz Kupczyk "Love is divine" - Fantazja na temat Nokturne b-flat minor op.9 no1

### Część popowa
- Paulina Lenda Preludium e-moll op.28 nr4
- Edyta Górniak Fantazja II na temat Etiudy c-moll op.10 nr12
- Chwieralski Fantazja na temat Sonaty h-moll op.58 nr3
- Iwona Węgrowska Fantasy II on Nocturne e-flat minor Op.9 no2
- Ewa Farna Fantasy II on Polonaise A-Major op.40 No.1
- Ewelina Flinta Fantasy II on Polonaise A-flat Major op.53 (Heroique)
- Matt Dusk Fantasy II on Waltz c-sharp minor Op.64 No.2
- Łyczacza Preludium e-moll op.28 nr4 - latino version
- Chris Botti Preludium c-moll – jazz version